# Mistrzostwa Świata w Biegach Przełajowych 2013
40. Mistrzostwa Świata w Biegach Przełajowych – zawody lekkoatletyczne, które odbyły się w niedzielę 24 marca 2013 roku w Bydgoszczy. Areną zmagań biegaczy był Leśny Park Kultury i Wypoczynku w Myślęcinku.
Bydgoszcz została wybrana na organizatora zawodów w maju 2011, niespełna rok po rozegraniu w tym mieście przełajowych mistrzostw świata. Polska kandydatura pokonała rywali z Portugalii (miasto Faro) oraz z Afryki. Bydgoszcz jest pierwszym w historii miastem, które dwukrotnie przeprowadziło przełajowe mistrzostwa świata. Polska w sumie po raz trzeci gościła imprezę tej rangi – wcześniej zawody te odbyły się także w 1987 roku na torze wyścigów konnych „Służewiec” w Warszawie.
16 kwietnia 2012 oficjalnie zaprezentowano logotyp mistrzostw.

## Rezultaty

### Mężczyźni
|                                  | 1. miejsce                                                                   | Rezultat | 2. miejsce                                                                  | Rezultat | 3. miejsce                                                                           | Rezultat | Źródło |
| Seniorzy – 12 km (szczegóły)     | Japhet Kipyegon Korir                                                        | 32:45    | Imane Merga                                                                 | 32:51    | Teklemariam Medhin                                                                   | 32:51    | [ 9 ]  |
| Seniorzy – Drużynowo (szczegóły) | Etiopia · Imane Merga · Feyisa Lilesa · Abera Chane · Tesfaye Abera          | 38 pkt.  | Stany Zjednoczone · Ben True · Chris Derrick · Ryan Vail · Robert Mack      | 52 pkt.  | Kenia · Japhet Kipyegon Korir · Hosea Macharinyang · Geoffrey Kirui · Timothy Kiptoo | 54 pkt.  | [ 10 ] |
| Juniorzy – 8 km (szczegóły)      | Hagos Gebrhiwet                                                              | 21:04    | Leonard Barsoton                                                            | 21:08    | Muktar Edris                                                                         | 21:13    | [ 11 ] |
| Juniorzy – Drużynowo (szczegóły) | Etiopia · Hagos Gebrhiwet · Muktar Edris · Birhan Nebebew · Yihunilign Adane | 23 pkt.  | Kenia · Leonard Barsoton · Conseslus Kipruto · Ronald Kwemoi · Michael Bett | 26 pkt.  | Maroko · Mohammed Abid · Zouhair Talbi · Omar Ait Chitachen · Hassan Ghachoui        | 65 pkt.  | [ 12 ] |

### Kobiety
|                                  | 1. miejsce                                                                                           | Rezultat | 2. miejsce                                                           | Rezultat | 3. miejsce                                                                              | Rezultat | Źródło |
| Seniorki – 8 km (szczegóły)      | Emily Chebet                                                                                         | 24:24    | Hiwot Ayalew                                                         | 24:27    | Beleynesh Oljira                                                                        | 24:33    | [ 13 ] |
| Seniorki – Drużynowo (szczegóły) | Kenia · Emily Chebet · Margaret Wangari Muriuki · Janet Kisa · Viola Kibiwot                         | 19 pkt.  | Etiopia · Hiwot Ayalew · Beleynesh Oljira · Genet Yalew · Sule Utura | 48 pkt.  | Bahrajn · Shitaye Eshete · Tejitu Daba · Kareema Jasim · Genzebe Shami                  | 73 pkt.  | [ 14 ] |
| Juniorki – 6 km (szczegóły)      | Faith Chepngetich Kipyegon                                                                           | 17:51    | Agnes Tirop Chebet                                                   | 17:51    | Alemitu Heroye                                                                          | 17:57    | [ 15 ] |
| Juniorki – Drużynowo (szczegóły) | Kenia · Faith Chepngetich Kipyegon · Agnes Tirop Chebet · Caroline Chepkoech · Rosefline Chepngetich | 14 pkt.  | Etiopia · Alemitu Heroye · Ruti Aga · Sofiya Shemsu · Buze Diriba    | 23 pkt.  | Wielka Brytania · Emelia Gorecka · Georgia Taylor-Brown · Amy-Eloise Neale · Bobby Clay | 81 pkt.  | [ 16 ] |

## Tabela medalowa

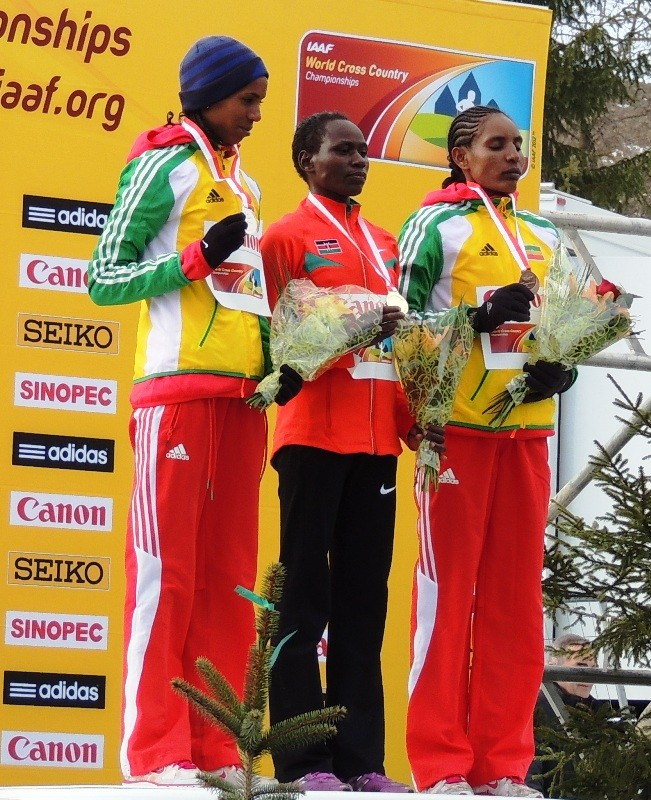
Medalistki biegu seniorek na podium

Podczas bydgoskich mistrzostw medale zdobyli reprezentanci 7 krajów z 4 kontynentów. Najwięcej medali przypadło zawodnikom Etiopii – 10. W tabeli medalowej z pięcioma złotymi medalami pierwsze miejsce zajęła Kenia. Pierwszy w historii swoich startów na mistrzostwach świata w biegach przełajowych w gronie seniorek zdobył Bahrajn.
| Miejsce | Kraj              | Złoto | Srebro | Brąz | Razem |
| 1.      | Kenia             | 5     | 3      | 1    | 9     |
| 2.      | Etiopia           | 3     | 4      | 3    | 10    |
| 3.      | Stany Zjednoczone | 0     | 1      | 0    | 1     |
| 4.      | Bahrajn           | 0     | 0      | 1    | 1     |
| 4.      | Erytrea           | 0     | 0      | 1    | 1     |
| 4.      | Maroko            | 0     | 0      | 1    | 1     |
| 4.      | Wielka Brytania   | 0     | 0      | 1    | 1     |